# Notsodipus muckera
Notsodipus muckera là một loài nhện trong họ Lamponidae. Loài này được phát hiện ở phía nam của Australië.